# Silke Weyberg

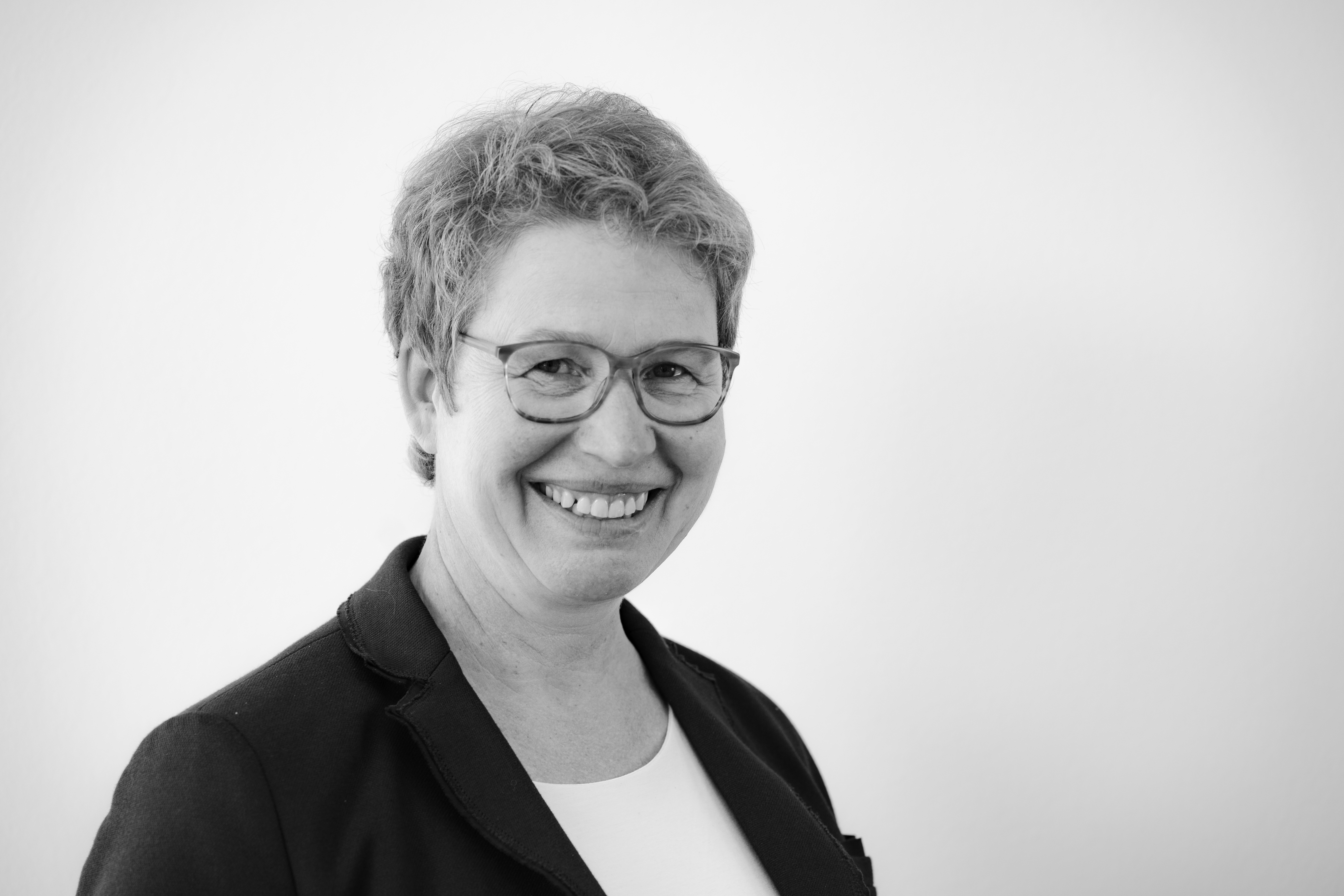
Silke Weyberg

Silke Weyberg (* 27. Mai 1966 in Ohlum, Landkreis Peine) ist eine deutsche Politikerin (CDU).

## Ausbildung und Beruf
Nach dem Abitur 1985 in Ilsede absolvierte sie die Ausbildung zur landwirtschaftlich-technischen Assistentin in Lüneburg und Schaumburg. Danach studierte sie Agrarwirtschaft an der Gesamthochschule Kassel mit Abschluss Diplom-Agraringenieurin.
Nach dem Studium war sie als wissenschaftliche Mitarbeiterin und Bildungsreferentin tätig. In weiteren beruflichen Stationen war sie als Geschäftsführerin des Bundes der Deutschen Landjugend, Referentin des Deutschen Bauernverbandes und Leiterin der Öffentlichkeitsarbeit der Fördergemeinschaft Nachhaltige Landwirtschaft (FNL) tätig. Bis zum 31. Dezember 2018 war sie im Regionalbüro Nord des Fachverbandes Biogas für die Bundesländer Niedersachsen und Schleswig-Holstein tätig. Diese Aufgabe ist gemeinsam mit der Interessenvertretung der gesamten Erneuerbaren Energien in Niedersachsen und Bremen in den Landesverband Erneuerbare Energien Niedersachsen-Bremen e. V. integriert worden, dessen Geschäftsführerin Silke Weyberg nun ist.
Sie ist verheiratet und hat zwei erwachsene Kinder. Ihre Familie bewirtschaftet einen landwirtschaftlichen Betrieb in Hohenhameln.

## Politik
Von 2001 bis 2006 war Weyberg Ratsfrau im Rat der Gemeinde Hohenhameln mit der Zuständigkeit für Sozial- und Schulpolitik. Von 2005 bis 2013 war sie Vorsitzende des CDU-Kreisverbandes Peine, von 2006 bis 2010 stellvertretende Vorsitzende des CDU-Landesverbandes Braunschweig. Von 2006 bis 2021 war Silke Weyberg für die CDU Kreistagsabgeordnete im Landkreis Peine.
Weyberg war von 2003 bis 2008 als direkt gewählte Abgeordnete des Wahlkreises Peine Land Mitglied im Niedersächsischen Landtag. Sie war Mitglied des Haushaltsausschusses und stellvertretende Vorsitzende dieses Gremiums. Bei der Landtagswahl 2008 unterlag sie im Wahlkreis Peine dem SPD-Kandidaten Matthias Möhle; sie rückte aber 2011 für den verstorbenen Abgeordneten Karl-Heinrich Langspecht in den Landtag nach und wurde Mitglied im Ausschuss für Ernährung, Landwirtschaft, Verbraucherschutz und Landesentwicklung. 2013 zog sie sich aus der Berufspolitik zurück.
| Personendaten    | Personendaten                   |
| ---------------- | ------------------------------- |
| NAME             | Weyberg, Silke                  |
| KURZBESCHREIBUNG | deutsche Politikerin (CDU), MdL |
| GEBURTSDATUM     | 27. Mai 1966                    |
| GEBURTSORT       | Ohlum                           |